# Франки Мюниц
Франциско „Франки“ Мюниц IV (на английски: Francisco „Frankie“ Muniz IV, роден на 5 декември 1985 г.) е американски актьор и автомобилен състезател, носител на награда „Сателит“ и номиниран за „Еми“, „Сатурн“ и две награди „Златен глобус“. Става известен с участието си в комедийния сериал „Малкълм“. Играе също във филми като „Голям тлъст лъжец“ (Big Fat Liar), „Агент Коуди Банкс“ 1 и 2 (Agent Cody Banks), „Моето куче Скип“ (My Dog Skip), „Остани жив“ (Stay Alive) и други. През 2003 година Франки Мюниц е сред най-богатите холивудски деца актьори.

## Ранни години
Мюниц е роден в Ню Джърси. Син е на Денис и Франциско Мюниц. Франки за първи път е открит като талант на 11-годишна възраст. Скоро след като получава първата си роля, родителите му се развеждат. Франки се мести в Сан Диего, Калифорния с майка си и сестра си. Той участва в реклами и прави своя филмов дебют във филма „Да танцуваш с Оливия“ (To Dance With Olivia) през 1997 г. След участия в незначителни малки роли, Франки печели известност, след като е одобрен за главната роля в култовия телевизионен сериал „Малкълм“ (Malcolm in the middle).

## Професионална кариера
Премиерата на „Малкълм“ е на 9 януари 2000 г. Премиерата на първата серия е гледана от 23 милиона души, а втората – от 26 милиона. Мюниц печели редица награди за млада звезда, млад артист, избор на децата.